# Rungkut Tengah
Rungkut Tengah is een bestuurslaag in het regentschap Soerabaja van de provincie Oost-Java, Indonesië. Rungkut Tengah telt 17.103 inwoners (volkstelling 2010).